# Dorel Livianu
Dorel Livianu (n. 10 octombrie 1907, București, România – d. 2 aprilie 1997, New York City, New York, SUA) a fost un cântăreț român de origine evreiască, interpret de muzică ușoară.

## Studii
Studiază canto la Conservatorul din București cu dirijorul de origine italiană Egizio Massini.

## Debutul și activitatea artistică
A debutat la vârsta de șapte ani, interpretând rolul micului trompetist din opera Aida de Giuseppe Verdi.
Repertoriul său muzical cuprinde romanțe și piese în ritm de tango și foxtrot. Livianu obține contracte cu importante case de discuri, precum His Master's Voice și Columbia Records. Printre cele mai frumoase și cunoscute tangouri cântate de Dorel Livianu în tinerețea sa și în apogeul carierei artistice se numără: „Ce faci astă seară, tu?”, „Dă-mi o fotografie!”, „Două viori”, „Sărmana păpușică”, „Țigăncușa mea”, „Nu plâng pentru nimeni și nimeni nu plânge pentru mine...”, „Vreau, cobzarule, să-mi cânți!”, „Zi, țigane!”
Între anii 1939 și 1945 a lucrat la teatrul evreiesc „Barașeum” din București. Tot în acești ani înregistrează numeroase cântece populare evreiești.
În timpul celui de-al Doilea Război Mondial a fost deportat într-un lagăr din Transnistria, dar a fost eliberat după opt luni, grație renumelui său. În 1967 s-a stabilit în Statele Unite ale Americii, revenind uneori în România pentru a susține concerte.

## Viața particulară
S-a căsătorit în 1939 cu Mella Silberstein. Cei doi au avut un singur fiu, David Bogdan (n. 1955).